# Jawed Karim
Jawed Karim (n. 1 ianuarie 1979, Merseburg, Republica Democrată Germană) este un antreprenor de naționalitate germană în domeniul internetului. Este cunoscut pentru faptul că este unul dintre co-fondatorii site-ului YouTube. El a încărcat primul videoclip pe YouTube la 23 aprilie 2005 sub titlul „Me at the zoo”, videoclipul a fost filmat de Yakov Lapitsky la o grădina zoologică din San Diego și a atins peste 359 de milioane de vizionări și peste 17 milioane de like-uri.